# محمود دمیر
محمود دمیر (ترکی استانبولی: Mahmut Demir؛ زادهٔ ۲۱ ژانویه ۱۹۷۰) کشتی‌گیر اهل ترکیه بود.
وی در مسابقات کشوری و بین‌المللی در مجموع برندهٔ ۸ مدال طلا، ۶ مدال نقره، ۵ مدال برنز شده‌است.
وی در المپیک ۱۹۹۶ در فوق سنگین‌وزن کشتی آزاد توانست مدال طلا کسب کند.